# Alfred Binet

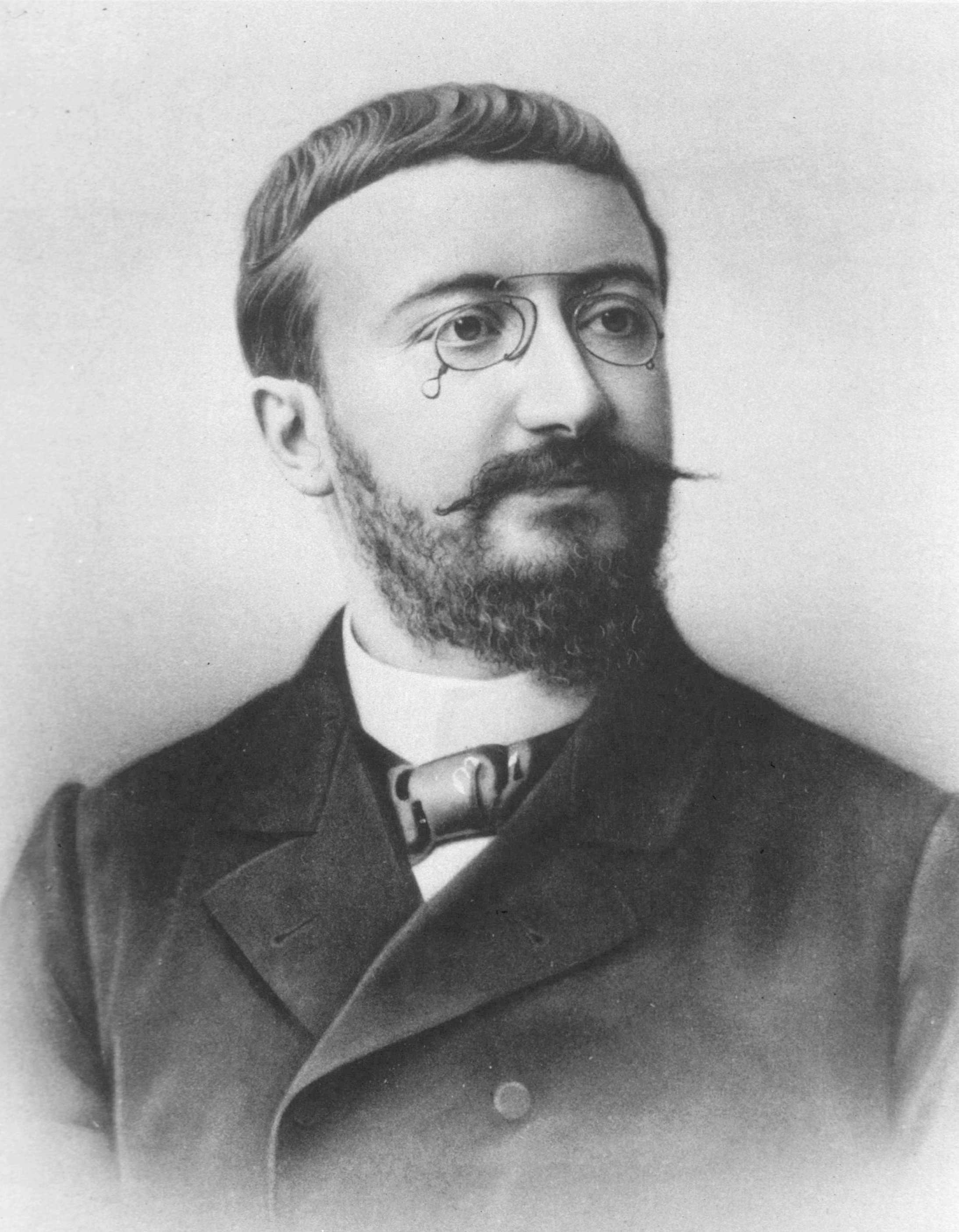
Alfred Binet

Alfred Binet (ur. 8 lipca 1857 w Nicei, zm. 18 października 1911 w Paryżu) – psycholog francuski, twórca (wraz z Teodorem Simonem) pierwszego zestawu testów do pomiaru inteligencji. Profesor Sorbony.
Przedstawiciel psychologii eksperymentalnej. W 1894 został profesorem na Sorbonie i jednocześnie kierownikiem laboratorium psychologii fizjologicznej. Od 1895 był redaktorem czasopisma "L'Année Psychologique".
Prowadził badania nad zagadnieniami pamięci, koncentracji, postrzegania oraz myślenia. W 1905 opublikował metryczną skalę inteligencji (skala Bineta) pozwalającą określić wiek umysłowy oraz iloraz inteligencji. Skala ta po niewielkich zmianach stosowana jest do dzisiaj. 

## Główne prace
- Études de psychologie expérimentale, 1888
- La psychologie du raisonnement, 1891
- Le magnétisme animal (wraz z Charles'em Féré), 1890
- Les altérations de la personnalité, 1892
- Introduction à la psychologie expérimentale, 1894
- L'étude expérimentale de l'intelligence, 1903
- Les révélations de l'écriture d'après un contrôle scientifique, 1906
- Pojęcia nowoczesne o dieciach, 1909, wyd. pol. 1911
- Pomiar rozwoju inteligencji dziecka, 1926, wyd. pol. 1930